# Plajgor
Plajgor (mađarski Ólmod; njemački Bleigraben), naselje gradišćanskih Hrvata na sjeverozapadu Mađarske u Željeznoj županiji (mađ. Vas vármegye) blizu Sambotela, gdje su se doselili u 16. stoljeću. Paljgor u novom tisućljeću ima oko 93 stanovnika, od čega 80 Hrvata čakavaca.

## Znamenitosti
- Sveti Martin crikva
- Koreni Hrvatski Narodnosni Muzej
- Belovich kapele

## Galerija
- Sveti Martin crikva
- Via Sveti Martin Ulica
- Mate Meršić Miloradić mjesto rođenja
- Mate Meršić Miloradić Plaketa
- Jelvova Ulica